# Майстер Шеф 7 сезон (2017 рік)
Майстер шеф - це кулінарне шоу в якому 20 учасників змагаються у своїх кулінарних здібностях. Переможець отримає грошовий приз і право вчитися в престижній французької кулінарній школі Le Cordon Bleu.
Сьомий сезон шоу транслювався з 29.08.2017 до 27.12.2017.
Суддями стали Ектор Хіменес-Браво, Тетяна Литвинова і Дмитро Горовенко
Переможницем став Вадим Бжезинський

## Учасники
| Учасник             | Рідне місто    | Вік | Місце роботи                  | Місце |
| ------------------- | -------------- | --- | ----------------------------- | ----- |
| Вадим Бжезинський   | Кам'янське     | 29  | забудовник фасадів            | 1     |
| Михайло Грушецький  | Харків         | 26  | пожежник                      | 2     |
| Володимир Троцький  | Київ           | 27  | офіціант                      | 3     |
| Єлизавета Сподобець | Київ           | 20  | студентка                     | 4     |
| Женя Білий          | Київ           | 21  | шеф-кухар                     | 5     |
| Карина Аванесова    | Нетішин        | 46  | адвокатка                     | 6     |
| Наталя Чуприк       | Буринь         | 35  | домогосподарка                | 7     |
| Максим Лизо         | Червень        | 25  | адвокат                       | 8-9   |
| Олексій Мазніцін    | Харків         | 30  | бізнесмен                     | 8-9   |
| Юлія Морозенко      | Кам'янське     | 33  | власниця кафе                 | 10    |
| Соломія Кульба      | Львів          | 25  | модель                        | 11    |
| Валентина Денежко   | Одеса          | 64  | кондитерка                    | 12    |
| Томаш Німет         | Одеса          | 30  | адвокат                       | 13    |
| Юлія Судакова       | Київ           | 31  | тренерка харчовими продуктами | 14    |
| Вероніка Шлендик    | Горішні Плавні | 23  | малярка-штукатурка            | 15    |
| Дмитро Шундик       | Ірпінь         | 35  | у декреті                     | 16    |
| Михайло Дем'ян      | Солотвино      | 20  | продавець                     | 17-19 |
| Олена Троянська     | Дніпро         | 32  | косметологиня                 | 17-19 |
| Олександра Молдован | Чернівці       | 25  | маркетологиня                 | 17-19 |
| Марія Рибакіна      | Миколаїв       | 33  | домогосподарка                | 20    |

## Випуски
|  | 1-ше місце                                                         |
|  | 2-ге / 3-тє місце                                                  |
|  | 4-те місце                                                         |
|  | 5-те місце                                                         |
|  | 6-те місце                                                         |
|  | учасник отримав кітель                                             |
|  | учасник отримав кітель, але був в чорному                          |
|  | учасник отримав чорний фартух,але зміг його зняти протягом випуску |
|  | учасник отримав чорний                                             |
|  | учасник пройшов до наступного етапу                                |
|  | учасник покинув шоу                                                |
|  | учасник покинув шоу за власним бажанням                            |

Кастинг та відбір до 20-ки транслювався у 1-4 випуску(29,30.08.17 та 05,06.09.17)
| Вадим Бжезинський   | пройшов | пройшов | Чорний  | пройшов | Чорний  | пройшов | пройшов | пройшов | пройшов | пройшов | пройшов | пройшов | пройшов | Кітель | пройшов    | суперфінал | 1-ше місце |        |        |        |        |        |        |        |        |        |        |        |        |        |        |        |        |        |        |        |        |        |        |        |        |        |        |        |        |       |
| Михайло Грушевський | пройшов | пройшов | пройшов | пройшов | пройшов | пройшов | пройшов | пройшов | Чорний  | пройшов | пройшов | пройшов | пройшов | Кітель | пройшов    | суперфінал | 2/3 місце  |        |        |        |        |        |        |        |        |        |        |        |        |        |        |        |        |        |        |        |        |        |        |        |        |        |        |        |        |       |
| Володимир Троцький  | пройшов | пройшов | пройшов | Чорний  | пройшов | пройшов | пройшов | пройшов | Чорний  | Чорний  | пройшов | Чорний  | пройшов | Кітель | пройшов    | суперфінал | 2/3 місце  |        |        |        |        |        |        |        |        |        |        |        |        |        |        |        |        |        |        |        |        |        |        |        |        |        |        |        |        |       |
| Єлизавета Сподобець | пройшла | пройшла | Чорний  | пройшла | пройшла | Чорний  | пройшла | пройшла | пройшла | Чорний  | Чорний  | пройшла | Чорний  | Кітель | пройшла    | 4-те місце | Вибув      | Вибув  | Вибув  | Вибув  | Вибув  | Вибув  | Вибув  | Вибув  | Вибув  | Вибув  | Вибув  | Вибув  | Вибув  | Вибув  | Вибув  | Вибув  | Вибув  | Вибув  | Вибув  | Вибув  | Вибув  | Вибув  | Вибув  | Вибув  | Вибув  | Вибув  | Вибув  | Вибув  | Вибув  | Вибув |
| Євген Білий         | Чорний  | пройшов | пройшов | Чорний  | пройшов | пройшов | пройшов | пройшов | Чорний  | Чорний  | пройшов | пройшов | Чорний  | Кітель | 5-те місце | Вибув      | Вибув      | Вибув  | Вибув  | Вибув  | Вибув  | Вибув  | Вибув  | Вибув  | Вибув  | Вибув  | Вибув  | Вибув  | Вибув  | Вибув  | Вибув  | Вибув  | Вибув  | Вибув  | Вибув  | Вибув  | Вибув  | Вибув  | Вибув  | Вибув  | Вибув  | Вибув  | Вибув  | Вибув  | Вибув  |       |
| Карина Аванесова    | пройшла | пройшла | пройшла | пройшла | Чорний  | пройшла | пройшла | пройшла | пройшла | Чорний  | Чорний  | пройшла | Чорний  | Кітель | 6-те місце | Вибула     | Вибула     | Вибула | Вибула | Вибула | Вибула | Вибула | Вибула | Вибула | Вибула | Вибула | Вибула | Вибула | Вибула | Вибула | Вибула | Вибула | Вибула | Вибула | Вибула | Вибула | Вибула | Вибула | Вибула | Вибула | Вибула | Вибула | Вибула | Вибула | Вибула |       |
| Наталя Чуприк       | пройшла | пройшла | пройшла | пройшла | Чорний  | пройшла | Чорний  | Чорний  | Чорний  | Чорний  | Чорний  | пройшла | Чорний  | вибула | Вибула     | Вибула     | Вибула     | Вибула | Вибула | Вибула | Вибула | Вибула | Вибула | Вибула | Вибула | Вибула | Вибула | Вибула | Вибула | Вибула | Вибула | Вибула | Вибула | Вибула | Вибула | Вибула | Вибула | Вибула | Вибула | Вибула | Вибула | Вибула | Вибула | Вибула |        |       |
| Олексій Мазніцин    | пройшов | пройшов | пройшов | пройшов | Чорний  | пройшов | пройшов | Чорний  | пройшов | пройшов | пройшов | Чорний  | вибув   | Вибув  | Вибув      | Вибув      | Вибув      | Вибув  | Вибув  | Вибув  | Вибув  | Вибув  | Вибув  | Вибув  | Вибув  | Вибув  | Вибув  | Вибув  | Вибув  | Вибув  | Вибув  | Вибув  | Вибув  | Вибув  | Вибув  | Вибув  | Вибув  | Вибув  | Вибув  | Вибув  | Вибув  | Вибув  | Вибув  |        |        |       |
| Максим Лезо         | Чорний  | пройшов | пройшов | пройшов | пройшов | вибув   | Вибув   | Вибув   | Чорний  | Чорний  | пройшов | пройшов | вибув   | Вибув  | Вибув      | Вибув      | Вибув      | Вибув  | Вибув  | Вибув  | Вибув  | Вибув  | Вибув  | Вибув  | Вибув  | Вибув  | Вибув  | Вибув  | Вибув  | Вибув  | Вибув  | Вибув  | Вибув  | Вибув  | Вибув  | Вибув  | Вибув  | Вибув  | Вибув  | Вибув  | Вибув  | Вибув  | Вибув  |        |        |       |
| Юлія Морозенко      | пройшла | пройшла | пройшла | Чорний  | пройшла | пройшла | пройшла | пройшла | пройшла | пройшла | пройшла | вибула  | Вибула  | Вибула | Вибула     | Вибула     | Вибула     | Вибула | Вибула | Вибула | Вибула | Вибула | Вибула | Вибула | Вибула | Вибула | Вибула | Вибула | Вибула | Вибула | Вибула | Вибула | Вибула | Вибула | Вибула | Вибула | Вибула | Вибула | Вибула | Вибула | Вибула | Вибула |        |        |        |       |
| Соломія Кульба      | пройшла | пройшла | Чорний  | пройшла | пройшла | пройшла | Чорний  | вибула  | Чорний  | пройшла | вибула  | Вибула  | Вибула  | Вибула | Вибула     | Вибула     | Вибула     | Вибула | Вибула | Вибула | Вибула | Вибула | Вибула | Вибула | Вибула | Вибула | Вибула | Вибула | Вибула | Вибула | Вибула | Вибула | Вибула | Вибула | Вибула | Вибула | Вибула | Вибула | Вибула | Вибула | Вибула |        |        |        |        |       |
| Валентина Денежко   | пройшла | пройшла | пройшла | пройшла | пройшла | пройшла | пройшла | Чорний  | вибула  | Вибула  | Вибула  | Вибула  | Вибула  | Вибула | Вибула     | Вибула     | Вибула     | Вибула | Вибула | Вибула | Вибула | Вибула | Вибула | Вибула | Вибула | Вибула | Вибула | Вибула | Вибула | Вибула | Вибула | Вибула | Вибула | Вибула | Вибула | Вибула | Вибула | Вибула | Вибула |        |        |        |        |        |        |       |
| Томаш Німет         | пройшов | Чорний  | пройшов | пройшов | пройшов | Чорний  | вибув   | Вибув   | Вибув   | Вибув   | Вибув   | Вибув   | Вибув   | Вибув  | Вибув      | Вибув      | Вибув      | Вибув  | Вибув  | Вибув  | Вибув  | Вибув  | Вибув  | Вибув  | Вибув  | Вибув  | Вибув  | Вибув  | Вибув  | Вибув  | Вибув  | Вибув  | Вибув  | Вибув  | Вибув  | Вибув  | Вибув  |        |        |        |        |        |        |        |        |       |
| Юлія Судакова       | пройшла | Чорний  | пройшла | Чорний  | пройшла | вибула  | Вибула  | Вибула  | Вибула  | Вибула  | Вибула  | Вибула  | Вибула  | Вибула | Вибула     | Вибула     | Вибула     | Вибула | Вибула | Вибула | Вибула | Вибула | Вибула | Вибула | Вибула | Вибула | Вибула | Вибула | Вибула | Вибула | Вибула | Вибула | Вибула | Вибула | Вибула | Вибула |        |        |        |        |        |        |        |        |        |       |
| Вероніка Шлендик    | Чорний  | пройшла | пройшла | пройшла | вибула  | Вибула  | Вибула  | Вибула  | Вибула  | Вибула  | Вибула  | Вибула  | Вибула  | Вибула | Вибула     | Вибула     | Вибула     | Вибула | Вибула | Вибула | Вибула | Вибула | Вибула | Вибула | Вибула | Вибула | Вибула | Вибула | Вибула | Вибула | Вибула | Вибула | Вибула | Вибула | Вибула |        |        |        |        |        |        |        |        |        |        |       |
| Дмитро Шундик       | пройшов | Чорний  | вибув   | Вибув   | Вибув   | Вибув   | Вибув   | Вибув   | Вибув   | Вибув   | Вибув   | Вибув   | Вибув   | Вибув  | Вибув      | Вибув      | Вибув      | Вибув  | Вибув  | Вибув  | Вибув  | Вибув  | Вибув  | Вибув  | Вибув  | Вибув  | Вибув  | Вибув  | Вибув  | Вибув  | Вибув  | Вибув  | Вибув  |        |        |        |        |        |        |        |        |        |        |        |        |       |
| Михайло Демʼян      | пройшов | вибув   | Вибув   | Вибув   | Вибув   | Вибув   | Вибув   | Вибув   | Вибув   | Вибув   | Вибув   | Вибув   | Вибув   | Вибув  | Вибув      | Вибув      | Вибув      | Вибув  | Вибув  | Вибув  | Вибув  | Вибув  | Вибув  | Вибув  | Вибув  | Вибув  | Вибув  | Вибув  | Вибув  | Вибув  | Вибув  | Вибув  |        |        |        |        |        |        |        |        |        |        |        |        |        |       |
| Олена Троянська     | пройшла | вибула  | Вибула  | Вибула  | Вибула  | Вибула  | Вибула  | Вибула  | Вибула  | Вибула  | Вибула  | Вибула  | Вибула  | Вибула | Вибула     | Вибула     | Вибула     | Вибула | Вибула | Вибула | Вибула | Вибула | Вибула | Вибула | Вибула | Вибула | Вибула | Вибула | Вибула | Вибула | Вибула | Вибула |        |        |        |        |        |        |        |        |        |        |        |        |        |       |
| Олександр Молдаван  | пройшов | вибула  | Вибула  | Вибула  | Вибула  | Вибула  | Вибула  | Вибула  | Вибула  | Вибула  | Вибула  | Вибула  | Вибула  | Вибула | Вибула     | Вибула     | Вибула     | Вибула | Вибула | Вибула | Вибула | Вибула | Вибула | Вибула | Вибула | Вибула | Вибула | Вибула | Вибула | Вибула | Вибула | Вибула |        |        |        |        |        |        |        |        |        |        |        |        |        |       |
| Марія Рибакіна      | вибула  | Вибула  | Вибула  | Вибула  | Вибула  | Вибула  | Вибула  | Вибула  | Вибула  | Вибула  | Вибула  | Вибула  | Вибула  | Вибула | Вибула     | Вибула     | Вибула     | Вибула | Вибула | Вибула | Вибула | Вибула | Вибула | Вибула | Вибула | Вибула | Вибула | Вибула | Вибула | Вибула | Вибула |        |        |        |        |        |        |        |        |        |        |        |        |        |        |       |